# Nordiska Handelsbanken, Stockholm

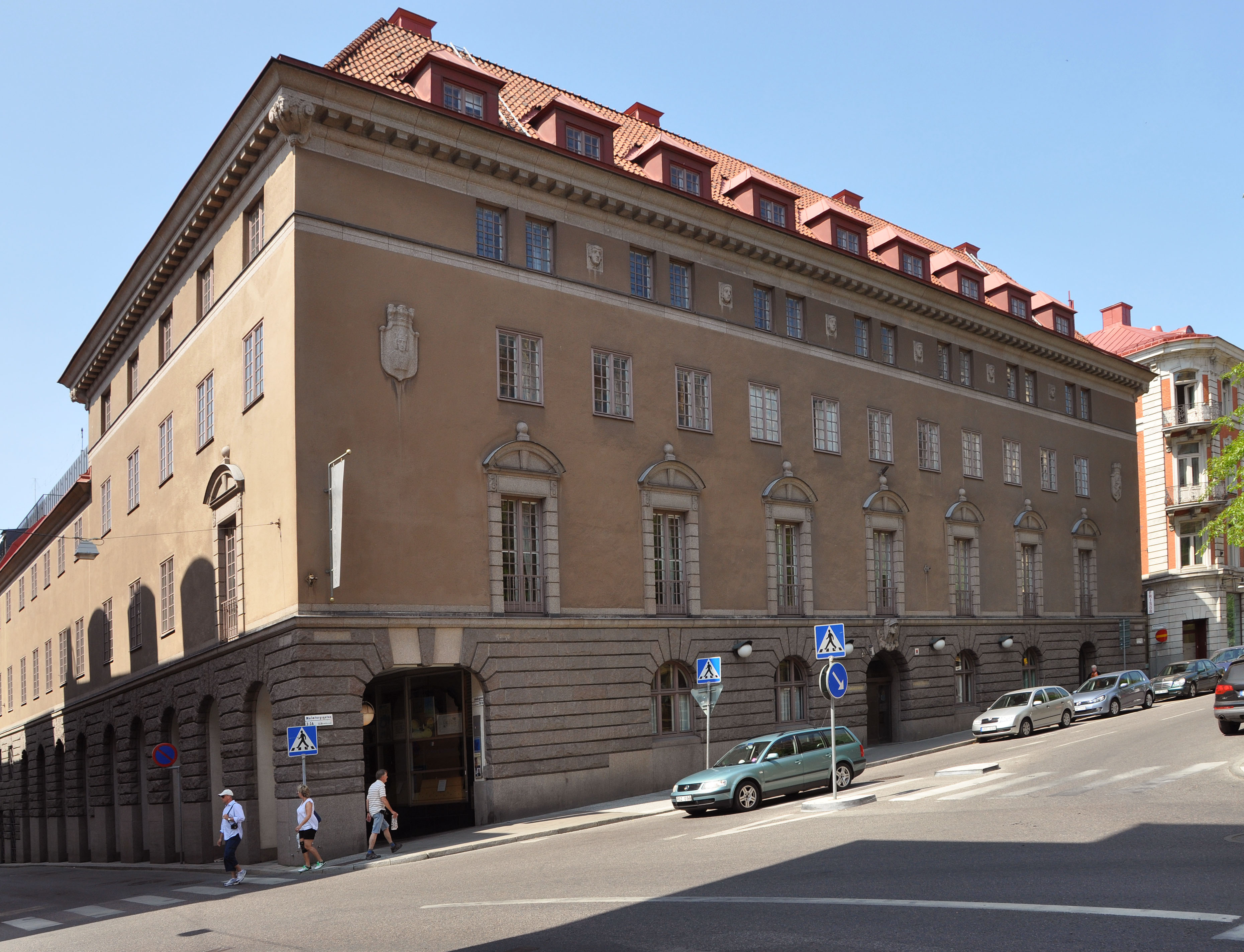
Fastigheten Brunkhuvudet 1, juli 2010.

Brunkhuvudet 1 är en fastighet i kvarteret Brunkhuvudet vid Malmtorgsgatan 3 i centrala Stockholm. Nuvarande byggnad uppfördes 1920 för Nordiska Handelsbanken efter ritningar av arkitekt Ernst Stenhammar. Fastigheten är blåklassad av Stockholms stadsmuseum vilket är det starkaste skyddet och innebär "att bebyggelsen bedöms ha synnerligen höga kulturhistoriska värden".

## Historik

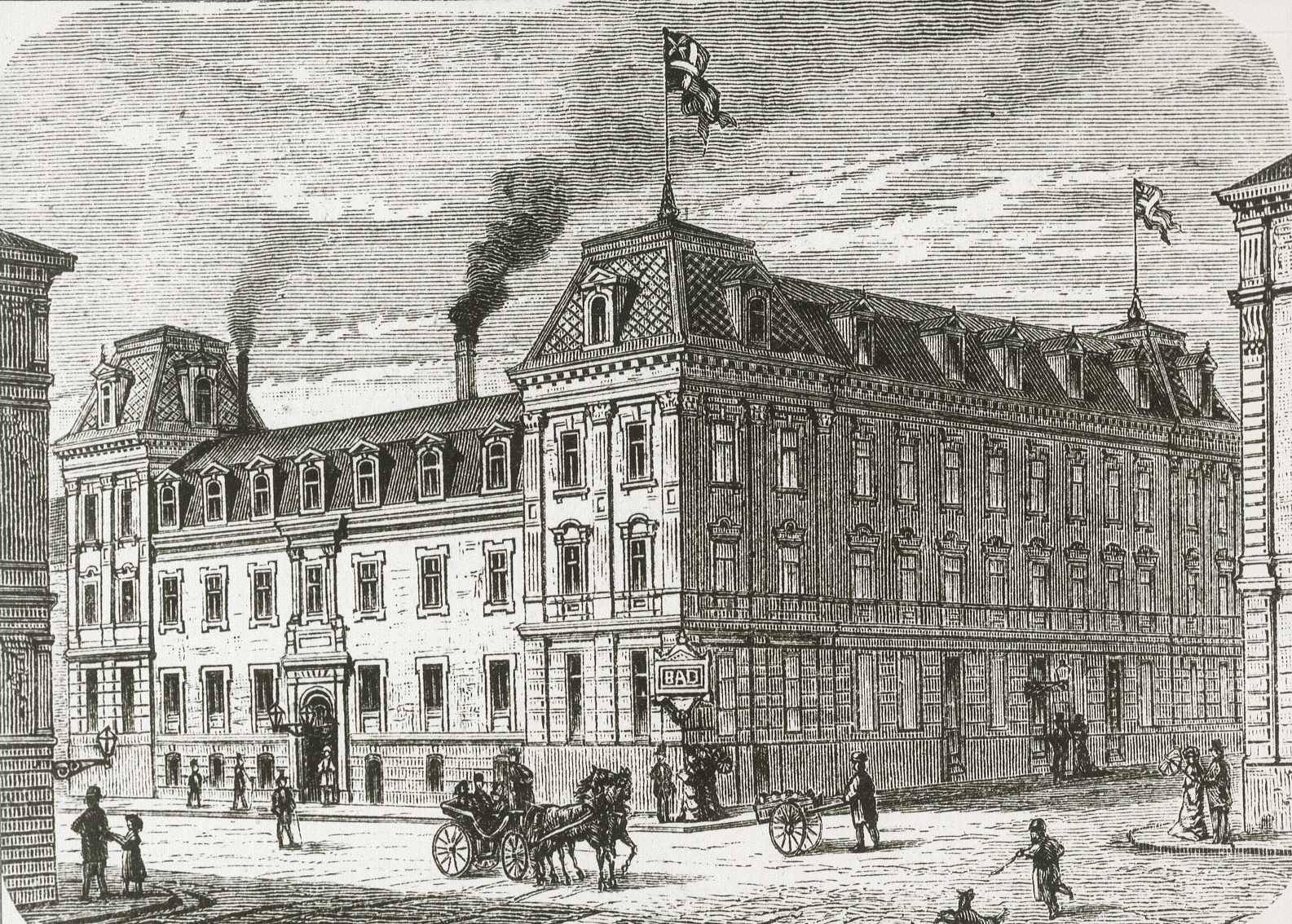
Malmtorgsbadet 1892.

På platsen fanns ursprungligen Malmtorgsbadet, även kallat Stora Badhuset som öppnade 1869 på initiativ av Carl Curman. Anläggningen försvann 1917. Nordiska Handelsbanken hade bildats 1919 genom fusionen av Göteborgs handelsbank och Aktiebolaget Industribanken. Industribanken hade två år tidigare låtit Ernst Stenhammar rita ett bankpalats, och samma år påbörjat byggandet på adressen Malmtorgsgatan 3 i Stockholm. Detta skulle komma att bli den nya bankens avdelningskontor.
År 1920 stod byggnaden med sina strama klassicistiska terrasitputsade fasader färdig. Dekoren hade utförts av skulptören Conrad Carlman. Mot Malmtorgsgatan avtecknade sig Stockholms och Göteborgs vapen i sten och ett Merkuriushuvud utgör slutsten i portalen. Byggnaden uppfördes främst som banklokal, men hade butiker mot gatan och bostäder i takvåningen. 
Bankens historia blev kort. I och med att den 1925 tvingades till rekonstruktion tog staten över byggnaden. Åren 1928–1973 inrymde det postkontoret Stockholm 16. I och med Norrmalmsregleringen stod huset länge under rivningshot, men tack vare medborgaropinion kunde det räddas. Då Jakobsgatan breddades i de närliggande kvarteren löste man problemet här genom att bygga en fotgängararkad på Jakobsgatans norra sida.
År 1988 byggdes huset om och renoverades. Idag nyttjas byggnaden av Regeringskansliet för Infrastrukturdepartementet och Förvaltningsavdelningen, den välbevarade magnifika bankhallen fungerar som konferenslokal för Regeringskansliet.

## Bilder

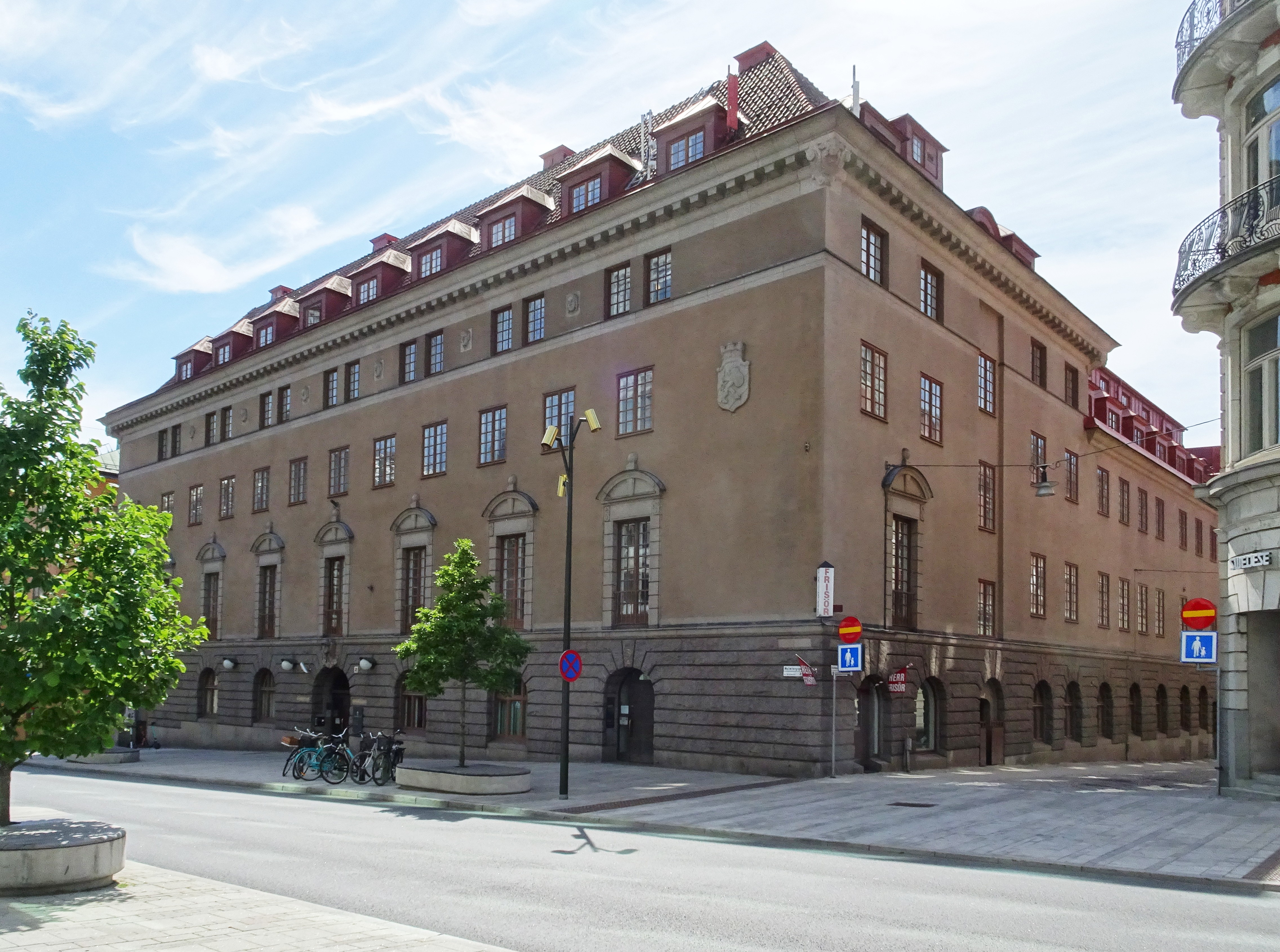
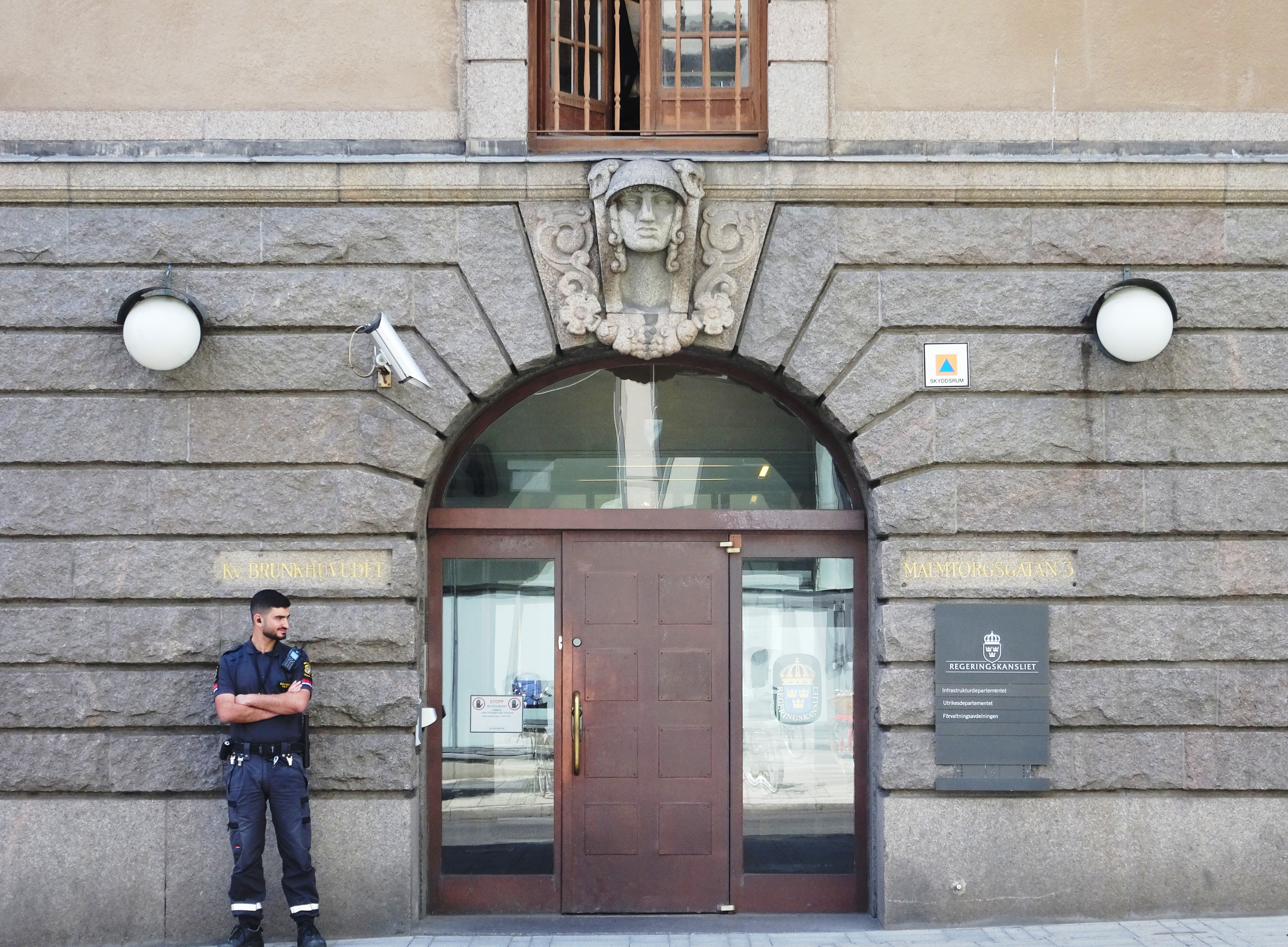
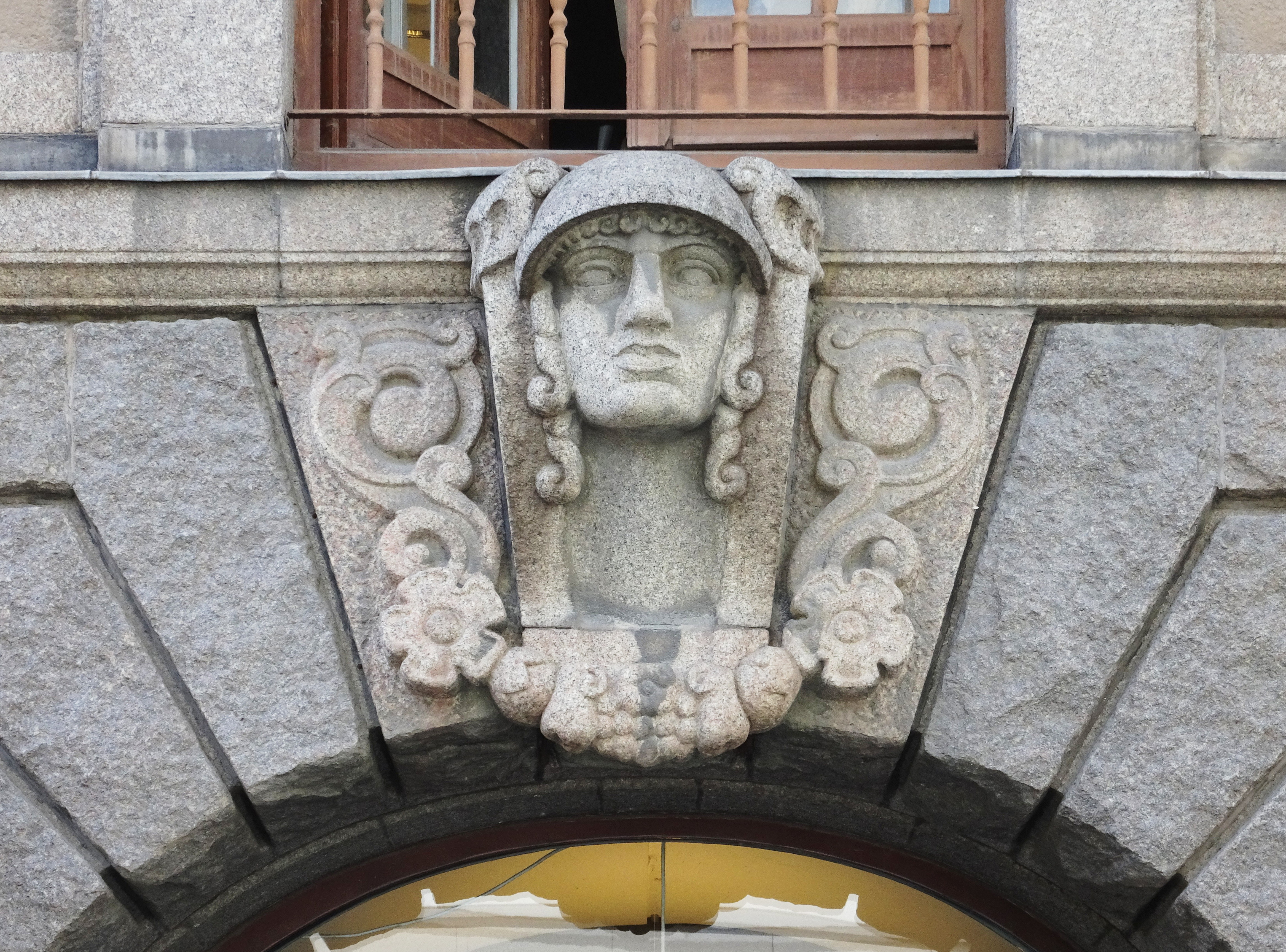
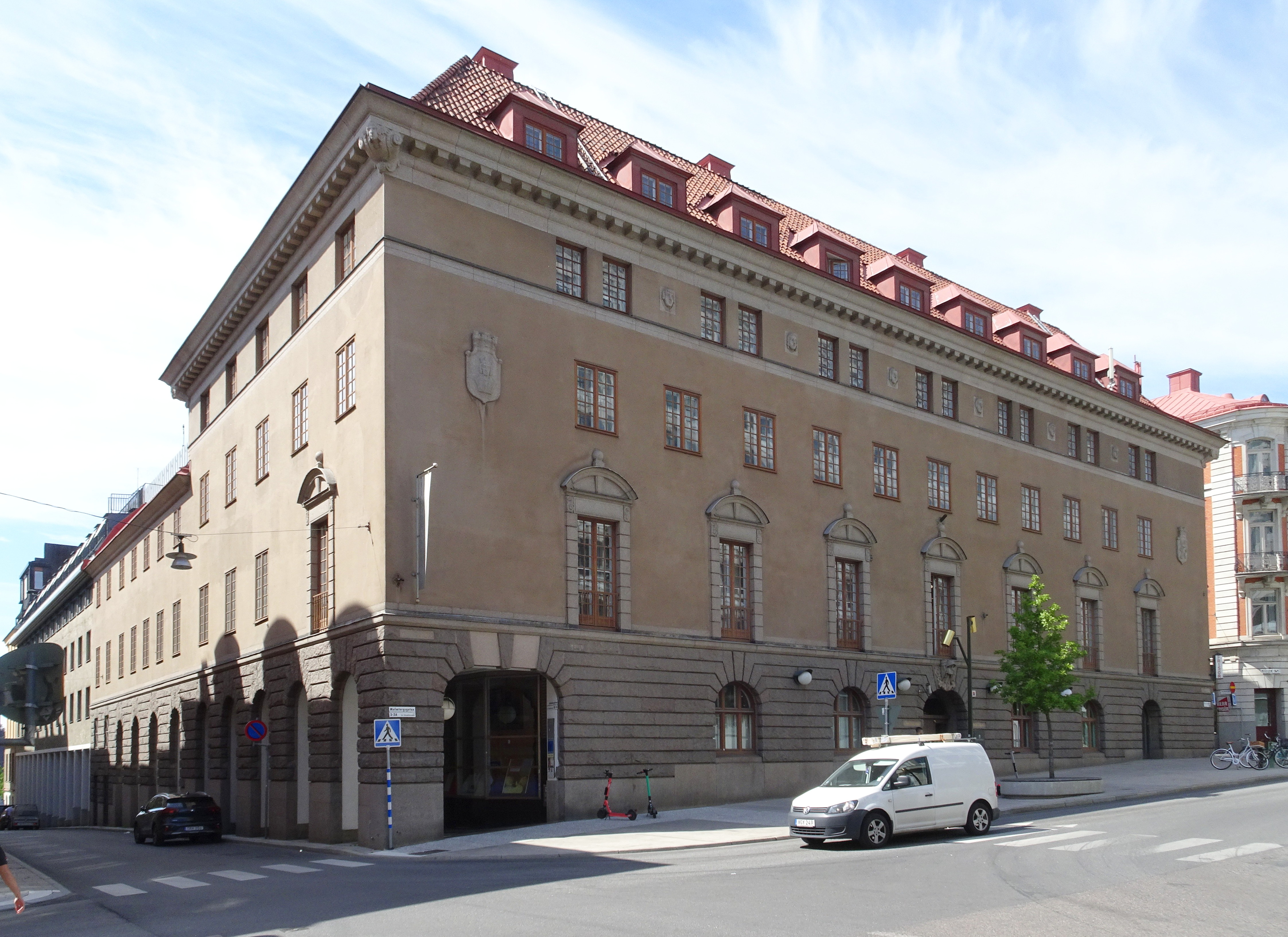